# Intelsat 17
Intelsat 17 ist ein kommerzieller Kommunikationssatellit der in Luxemburg ansässigen Firma Intelsat.

## Missionsverlauf
Der Satellit wurde im August 2008 von Intelsat bei Space Systems/Loral bestellt. Er wurde am 26. November 2010 um 19:39 Uhr MEZ mit einer Ariane 5 ECA Trägerrakete vom Raketenstartplatz Kourou in Französisch-Guayana (zusammen mit HYLAS) in den Weltraum gebracht. Nach etwas über 27 Minuten Flug wurde dabei zuerst INTELSAT 17 in einem Geotransferorbit (GTO) ausgesetzt.

## Technische Daten
Der dreiachsenstabilisierte Satellit ist mit 46 Ku-Band und 28 C-Band Transpondern (davon 25 Ku- und 24 C-Band aktiv) ausgerüstet und soll als Nachfolger von Intelsat 702 von der Position 66° West aus Afrika, Asien, Europa und den mittleren Osten insbesondere mit Videodiensten versorgen. Er wurde von Space Systems/Loral auf Basis des LS-1300-OMEGA-Satellitenbus gebaut. Von seiner Startmasse von über 5,5 t entfallen 3,16 t auf die Treibstoffzuladung, welche es dem Satelliten erlaubt über 17 Jahre lang seine Position im geostationären Orbit zu halten. Mit elektrischer Energie versorgt wird die Kommunikationsnutzlast über zwei Solarzellenausleger aus je fünf Segmenten mit einer Spannweite von insgesamt 36,1 Metern. Nach 15 Jahren im All sollen diese noch 12,4 kW elektrische Leistung generieren können, wovon die Kommunikationsnutzlast 8,8 kW benötigt.